# Луций Канулей Див
Луций Канулей Див (на латински: Lucius Canuleius Dives) е политик на Римската република през 2 век пр.н.е.
Произлиза от плебейската фамилия Канулеи, клон Див. Вероятно е брат на Луций Канулей, който е изпратен с други петима легати в Етолия през 174 пр.н.е.
Луций Канулей Див служи като recuperatores. През 171 пр.н.е. той е претор и получава Хиспания за провинция. Той помага да се организира колонията Картея (днес San Roque, Cádiz), която се нарича Colonia Libertinorum Carteia.